# Kaweh Rezaei
Kaweh Rezaei (pers. کاوه رضایی; ur. 5 kwietnia 1992 w Eslamabad-e Gharb) – irański piłkarz grający na pozycji napastnika. Od 2018 roku jest zawodnikiem klubu Club Brugge.

## Kariera piłkarska
Swoją karierę piłkarską Rezaei rozpoczynał w klubie Fulad Ahwaz. W 2009 roku awansował do kadry pierwszego zespołu i w sezonie 2009/2010 zadebiutował w jego barwach w Iran Pro League. W zespole Fuladu grał do końca sezonu 2011/2012. Latem 2012 przeszedł do klubu Saipa Karadż. W nim zadebiutował 20 lipca 2012 w zremisowanym 0:0 wyjazdowym meczu z Teraktorem Sazi Tebriz. W zespole Saipy grał do końca 2014 roku.
Na początku 2015 roku Rezaei przeszedł do klubu Zob Ahan Isfahan. Swój debiut w nim zaliczył 30 stycznia 2015 w wygranym 1:0 meczu z Perespolisem. W sezonie 2014/2015 zdobył z nim Puchar Iranu. W Zob Ahan grał do lata 2016 roku.
Latem 2016 Rezaei zmienił klub i został zawodnikiem Esteghlalu Teherean. Swój debiut w nim zaliczył 25 lipca 2016 w zremisowanym 1:1 domowym meczu z Naftem Teheran. W sezonie 2016/2017 został z Esteghlalem wicemistrzem kraju.
Latem 2017 roku Rezaei został piłkarzem belgijskiego klubu Royal Charleroi. W klubie tym swój debiut zaliczył 29 lipca 2017 w wygranym 1:0 domowym meczu z KV Kortrijk. W 2018 roku odszedł do Club Brugge.
| Sezon   | Klub              | Kraj   | Rozgrywki       | Mecze | Gole |
| ------- | ----------------- | ------ | --------------- | ----- | ---- |
| 2009/10 | Fulad Ahwaz       | Iran   | Iran Pro League | 7     | 0    |
| 2010/11 | Fulad Ahwaz       | Iran   | Iran Pro League | 15    | 1    |
| 2011/12 | Fulad Ahwaz       | Iran   | Iran Pro League | 12    | 2    |
| 2012/13 | Saipa Karadż      | Iran   | Iran Pro League | 33    | 5    |
| 2013/14 | Saipa Karadż      | Iran   | Iran Pro League | 25    | 6    |
| 2014/15 | Saipa Karadż      | Iran   | Iran Pro League | 11    | 1    |
| 2014/15 | Zob Ahan Isfahan  | Iran   | Iran Pro League | 10    | 5    |
| 2015/16 | Zob Ahan Isfahan  | Iran   | Iran Pro League | 24    | 6    |
| 2016/17 | Esteghlal Teheran | Iran   | Iran Pro League | 28    | 7    |
| 2017/18 | Royal Charleroi   | Belgia | Eerste klasse A | 39    | 16   |
| 2018/19 | Royal Charleroi   | Belgia | Eerste klasse A | 4     | 3    |
| 2018/19 | Club Brugge       | Belgia | Eerste klasse A | 11    | 1    |
| 2019/20 | Royal Charleroi   | Belgia | Eerste klasse A | 22    | 12   |
| 2020/21 | Royal Charleroi   | Belgia | Eerste klasse A | 25    | 7    |

## Kariera reprezentacyjna
W reprezentacji Iranu Rezaei zadebiutował 8 września 2015 roku w wygranym 3:0 meczu eliminacji do MŚ 2018 z Indiami, rozegranym w Bengaluru, gdy w 75. minucie tego meczu zmienił Chosrou Hejdariego.